# Bahnhof Deisenhofen
Bahnhof Deisenhofen egy vasútállomás Németországban, München Deisenhofen nevű városrészében.

## Metró- és S-Bahn vonalak
Az állomást az alábbi vonalak érintik:
- München Ost–Deisenhofen-vasútvonal
- München–Holzkirchen-vasútvonal

## Kapcsolódó állomások
A metróállomáshoz az alábbi állomások vannak a legközelebb:
- S-Bahnhof Solln
- Haltepunkt Furth (Mammendorf station, S3)
- Sauerlach station (Holzkirchen station, S3)

## Forgalom
| Járat | Útvonal | Gyakoriság                        |
| ----- | --- | --------------------------------- |
| M     | München Hbf – München Donnersbergerbrücke – München Heimeranplatz – München-Solln – Deisenhofen (– Holzkirchen – Kreuzstraße – Rosenheim) | óránként, csúcsidőben félóránként |
| S3    | Mammendorf – Malching – Maisach – Gernlinden – Esting – Olching – Gröbenzell – Lochhausen – Langwied – Pasing – Laim – Hirschgarten – Donnersbergerbrücke – Bahnhof Hackerbrücke – Hauptbahnhof – Karlsplatz (Stachus) – Marienplatz – Isartor – Rosenheimer Platz – Ostbahnhof – St.-Martin-Straße – Giesing – Fasangarten – Fasanenpark – Unterhaching – Taufkirchen – Furth – Deisenhofen – Sauerlach – Otterfing – Holzkirchen | 20 percenként                     |